# Pablo Cuevas
Pablo Gabriel Cuevas (* 1. Januar 1986 in Concordia, Argentinien) ist ein ehemaliger  uruguayischer Tennisspieler.

## Karriere
Der ältere Bruder des Tennisspielers Martín Cuevas nahm mit der uruguayischen Mannschaft an den Südamerikaspielen 2002 in Brasilien teil. 2003 gewann Pablo Cuevas sein erstes Turnier in Uruguay, 2004 wurde er Profi. 2005 gewann er seinen ersten Titel bei einem Future-Turnier in Argentinien, wenig später war er bei einem Future-Turnier in Venezuela siegreich. Seinen ersten Doppeltitel gewann er 2006 bei einem kleineren Turnier in Montauban und er sammelte weitere Siege bei kleineren Turnieren. Seinen ersten Auftritt bei einem Grand-Slam-Turnier feierte Cuevas am 27. August 2007 bei den US Open, er schied jedoch in der ersten Runde gegen Andy Murray aus (2:6, 3:6 und 0:6).
Der größte Erfolg seiner bisherigen Karriere im Einzel war sein erster Turniersieg auf der World Tour 2014 in Båstad. Es folgte ein weiterer Titel in Umag. In der Saison 2015 feierte er in São Paulo seinen dritten Titelgewinn, durch den er in der Weltrangliste auf Rang 23 vorrückte; seine beste Platzierung erreichte er im August 2016 mit Position 19.
Im Doppel hatte er seinen größten Erfolg an der Seite des Peruaners Luis Horna. Mit ihm gewann er 2008 die French Open, als sie im Finale Daniel Nestor und Nenad Zimonjić in zwei Sätzen (6:2 und 6:3) besiegten. Außerdem erreichte Cuevas im selben Jahr das Finale in Houston. 2009 verbuchte er zwei weitere Erfolge im Doppel, 2010 gewann er seinen vierten Doppeltitel. Bei Challenger-Turnieren konnte Cuevas insgesamt 15 Einzel- und 16 Doppeltitel verbuchen.
2010 spielte er in der Tennis-Bundesliga beim damals amtierenden Deutschen Meister TK Kurhaus Lambertz Aachen. Er war auch 2011 gemeldet, hat in dem Jahr aber kein Spiel bestritten.
Ab 2004 spielte Pablo Cuevas für die uruguayische Davis-Cup-Mannschaft. In seinem ersten Profijahr gab er gegen Haiti sein Debüt; seitdem hatte er im Davis Cup insgesamt 23 Begegnungen bestritten, bei denen er 30 Siege im Einzel  und 13 Siege im Doppel feiern konnte.

## Auszeichnungen
Im Rahmen der Ehrungen der besten uruguayischen Sportler im Zeitraum 2009 bis 2010 („Deportista del Año“) wurde er am 28. März 2011 im Teatro Solís vom Comité Olímpico Uruguayo sowohl als bester Sportler des Jahres 2009 als auch als bester Sportler des Jahres 2010 in der Sparte „Tennis“ ausgezeichnet.

## Erfolge
| Legende (Siege in Klammern)     |
| Grand Slam (1)                  |
| ATP World Tour Finals           |
| ATP World Tour Masters 1000 (2) |
| ATP World Tour 500 (3)          |
| ATP World Tour 250 (9)          |
| ATP Challenger Tour (31)        |

| Titel nach Belag |
| Hartplatz (2)    |
| Sand (12)        |
| Rasen (0)        |

### Einzel

#### Turniersiege

##### ATP World Tour
| Nr. | Datum            | Turnier        | Belag    | Finalgegner          | Ergebnis       |
| --- | ---------------- | -------------- | -------- | -------------------- | -------------- |
| 1.  | 13. Juli 2014    | Båstad         | Sand     | João Sousa           | 6:2, 6:1       |
| 2.  | 27. Juli 2014    | Umag           | Sand     | Tommy Robredo        | 6:3, 6:4       |
| 3.  | 15. Februar 2015 | São Paulo (1)  | Sand (i) | Luca Vanni           | 6:4, 3:6, 7:64 |
| 4.  | 21. Februar 2016 | Rio de Janeiro | Sand     | Guido Pella          | 6:4, 6:75, 6:4 |
| 5.  | 28. Februar 2016 | São Paulo (2)  | Sand     | Pablo Carreño Busta  | 7:64, 6:3      |
| 6.  | 6. März 2017     | São Paulo (3)  | Sand     | Albert Ramos Viñolas | 6:73, 6:4, 6:4 |

##### ATP Challenger Tour
| Nr. | Datum              | Turnier         | Belag | Finalgegner          | Ergebnis       |
| --- | ------------------ | --------------- | ----- | -------------------- | -------------- |
| 1.  | 12. Mai 2007       | Tunica Resorts  | Sand  | Juan Pablo Brzezicki | 6:4, 4:6, 6:3  |
| 2.  | 15. Juli 2007      | Scheveningen    | Sand  | Dominik Meffert      | 6:3, 6:4       |
| 3.  | 25. November 2007  | Lima            | Sand  | Marcos Daniel        | 0:6, 6:4, 6:3  |
| 4.  | 5. April 2009      | Neapel          | Sand  | Victor Crivoi        | 6:1, 6:3       |
| 5.  | 11. Oktober 2009   | Montevideo (1)  | Sand  | Nicolás Lapentti     | 7:5, 6:1       |
| 6.  | 19. September 2010 | Stettin         | Sand  | Igor Andrejew        | 6:1, 6:1       |
| 7.  | 27. Oktober 2013   | Buenos Aires    | Sand  | Facundo Argüello     | 7:66, 2:6, 6:4 |
| 8.  | 30. März 2014      | Barranquilla    | Sand  | Martin Kližan        | 6:3, 6:1       |
| 9.  | 8. Juni 2014       | Mestre          | Sand  | Marco Cecchinato     | 6:4, 4:6, 6:2  |
| 10. | 15. November 2014  | Guayaquil       | Sand  | Paolo Lorenzi        | kampflos       |
| 11. | 23. November 2014  | Montevideo (2)  | Sand  | Hugo Dellien         | 6:2, 6:4       |
| 12. | 12. November 2017  | Montevideo (3)  | Sand  | Gastão Elias         | 6:4, 6:3       |
| 13. | 21. April 2019     | Tunis           | Sand  | João Domingues       | 7:5, 6:4       |
| 14. | 12. Mai 2019       | Aix-en-Provence | Sand  | Quentin Halys        | 7:5, 3:6, 6:2  |
| 15. | 13. Juni 2021      | Lyon            | Sand  | Elias Ymer           | 6:2, 6:2       |

#### Finalteilnahmen
| Nr. | Datum         | Turnier    | Belag | Finalgegner        | Ergebnis   |
| --- | ------------- | ---------- | ----- | ------------------ | ---------- |
| 1.  | 3. Mai 2015   | Istanbul   | Sand  | Roger Federer      | 3:6, 6:711 |
| 2.  | 25. Juni 2016 | Nottingham | Rasen | Steve Johnson      | 6:75, 5:7  |
| 3.  | 17. Juli 2016 | Hamburg    | Sand  | Martin Kližan      | 1:6, 4:6   |
| 4.  | 5. Mai 2019   | Estoril    | Sand  | Stefanos Tsitsipas | 3:6, 6:74  |

### Doppel

#### Turniersiege

##### ATP World Tour
| Nr. | Datum            | Turnier         | Belag         | Partner             | Finalgegner                                | Ergebnis           |
| --- | ---------------- | --------------- | ------------- | ------------------- | ------------------------------------------ | ------------------ |
| 1.  | 8. Juni 2008     | French Open     | Sand          | Luis Horna          | Daniel Nestor Nenad Zimonjić               | 6:2, 6:3           |
| 2.  | 8. Februar 2009  | Viña del Mar    | Sand          | Brian Dabul         | František Čermák Michal Mertiňák           | 6:3, 6:3           |
| 3.  | 25. Oktober 2009 | Moskau          | Hartplatz     | Marcel Granollers   | František Čermák Michal Mertiňák           | 4:6, 7:5, [10:8]   |
| 4.  | 15. Februar 2010 | Costa do Sauípe | Sand          | Marcel Granollers   | Łukasz Kubot Oliver Marach                 | 7:5, 6:4           |
| 5.  | 17. Mai 2015     | Rom             | Sand          | David Marrero       | Marcel Granollers Marc López               | 6:4, 7:5           |
| 6.  | 25. Februar 2017 | Rio de Janeiro  | Sand          | Pablo Carreño Busta | Juan Sebastián Cabal Robert Farah          | 6:4, 5:7, [10:8]   |
| 7.  | 24. April 2017   | Monte Carlo     | Sand          | Rohan Bopanna       | Feliciano López Marc López                 | 6:3, 3:6, [10:4]   |
| 8.  | 5. August 2017   | Kitzbühel       | Sand          | Guillermo Durán     | Hans Podlipnik-Castillo Andrej Wassileuski | 6:4, 4:6, [12:10]  |
| 9.  | 29. Oktober 2017 | Wien            | Hartplatz (i) | Rohan Bopanna       | Marcelo Demoliner Sam Querrey              | 7:67, 6:74, [11:9] |

##### ATP Challenger Tour
| Nr. | Datum             | Turnier        | Belag     | Partner           | Finalgegner                         | Ergebnis         |
| --- | ----------------- | -------------- | --------- | ----------------- | ----------------------------------- | ---------------- |
| 1.  | 9. Juli 2006      | Montauban      | Sand      | Adrián García     | Marc Gicquel Édouard Roger-Vasselin | 6:3, 4:6, [10:8] |
| 2.  | 26. November 2006 | Naples         | Sand      | Horacio Zeballos  | Goran Dragicevic Mirko Pehar        | 7:65, 6:3        |
| 3.  | 7. Januar 2007    | São Paulo      | Hartplatz | Adrián García     | Marcelo Melo Alexandre Simoni       | 6:4, 6:2         |
| 4.  | 29. April 2007    | Florianópolis  | Sand      | Horacio Zeballos  | André Miele João Souza              | 6:4, 6:4         |
| 5.  | 8. Juli 2007      | Turin          | Sand      | Horacio Zeballos  | Pablo Andújar Flávio Saretta        | 6:3, 6:1         |
| 6.  | 12. August 2007   | San Marino     | Sand      | Juan Pablo Guzmán | Tomasz Bednarek Jamie Cerretani     | 6:1, 6:0         |
| 7.  | 7. Oktober 2007   | Medellín       | Sand      | Horacio Zeballos  | Santiago González Bruno Soares      | 6:4, 6:4         |
| 8.  | 4. November 2007  | Montevideo (1) | Sand      | Luis Horna        | Marcel Granollers Santiago Ventura  | walkover         |
| 9.  | 25. November 2007 | Lima           | Sand      | Eduardo Schwank   | Michael Quintero Martín Vilarrubí   | 6:4, 6:2         |
| 10. | 5. April 2009     | Neapel         | Sand      | David Marrero     | Frank Moser Lukáš Rosol             | 6:4, 6:3         |
| 11. | 17. Mai 2009      | Bordeaux       | Sand      | Horacio Zeballos  | Xavier Pujo Stéphane Robert         | 4:6, 6:4, [10:4] |
| 12. | 3. November 2013  | Montevideo (2) | Sand      | Martín Cuevas     | Rogério Dutra da Silva André Ghem   | walkover         |
| 13. | 29. März 2014     | Barranquilla   | Sand      | Pere Riba         | František Čermák Michail Jelgin     | 6:4, 6:3         |
| 14. | 7. Juni 2014      | Mestre         | Sand      | Horacio Zeballos  | Daniele Bracciali Potito Starace    | 6:4, 6:1         |
| 15. | 23. November 2014 | Montevideo (3) | Sand      | Martín Cuevas     | Nicolás Jarry Gonzalo Lama          | 6:2, 6:4         |
| 16. | 12. Juni 2021     | Lyon           | Sand      | Martín Cuevas     | Tristan Lamasine Albano Olivetti    | 6:3, 7:62        |

#### Finalteilnahmen
| Nr. | Datum              | Turnier      | Belag     | Partner           | Finalgegner                     | Ergebnis          |
| --- | ------------------ | ------------ | --------- | ----------------- | ------------------------------- | ----------------- |
| 1.  | 14. April 2008     | Houston      | Sand      | Marcel Granollers | Ernests Gulbis Rainer Schüttler | 5:8, 6:73         |
| 2.  | 9. Mai 2010        | Estoril (1)  | Sand      | Marcel Granollers | Marc López David Marrero        | 7:61, 4:6, [4:10] |
| 3.  | 29. September 2013 | Kuala Lumpur | Hartplatz | Horacio Zeballos  | Eric Butorac Raven Klaasen      | 2:6, 4:6          |
| 4.  | 16. Februar 2014   | Buenos Aires | Sand      | Horacio Zeballos  | Marcel Granollers Marc López    | 5:7, 4:6          |
| 5.  | 4. Mai 2014        | Estoril (2)  | Sand      | David Marrero     | Santiago González Scott Lipsky  | 3:6, 6:3, [8:10]  |
| 6.  | 27. Juni 2015      | Nottingham   | Rasen     | David Marrero     | Chris Guccione André Sá         | 2:6, 5:7          |
| 7.  | 24. April 2016     | Barcelona    | Sand      | Marcel Granollers | Bob Bryan Mike Bryan            | 5:7, 5:7          |
| 8.  | 30. Juli 2017      | Hamburg      | Sand      | Marc López        | Ivan Dodig Mate Pavić           | 3:6, 4:6          |

## Abschneiden bei Grand-Slam-Turnieren

### Einzel
| Turnier         | 2007 | 2008 | 2009 | 2010 | 2011 | 2012 | 2013 | 2014 | 2015 | 2016 | 2017 | 2018 | 2019 | 2020 | 2021 | 2022 | 2023 | 2024 | Karriere |
| --------------- | ---- | ---- | ---- | ---- | ---- | ---- | ---- | ---- | ---- | ---- | ---- | ---- | ---- | ---- | ---- | ---- | ---- | ---- | -------- |
| Australian Open | —    | —    | —    | 1    | 1    | —    | —    | —    | 1    | 2    | 1    | 2    | 2    | 1    | 2    | —    | —    | Q1   | 2        |
| French Open     | —    | 1    | Q3   | 1    | 1    | —    | 2    | 2    | 3    | 3    | 3    | 2    | 3    | 2    | 2    | 2    | Q1   | –    | 3        |
| Wimbledon       | —    | —    | 2    | —    | —    | —    | —    | 1    | 1    | 1    | —    | 1    | 2    |      | 1    | —    | Q2   | –    | 2        |
| US Open         | 1    | 1    | 2    | 2    | —    | —    | 1    | 1    | 2    | 2    | 1    | —    | 2    | 1    | 1    | —    | —    | Q1   | 2        |

Zeichenerklärung: S = Turniersieg; F, HF, VF, AF = Einzug ins Finale / Halbfinale / Viertelfinale / Achtelfinale; 1, 2, 3 = Ausscheiden in der 1. / 2. / 3. Hauptrunde; Q1, Q2, Q3 = Ausscheiden in der 1. / 2. / 3. Qualifikationsrunde; nicht ausgetragen